# Buddismo nel sudest asiatico

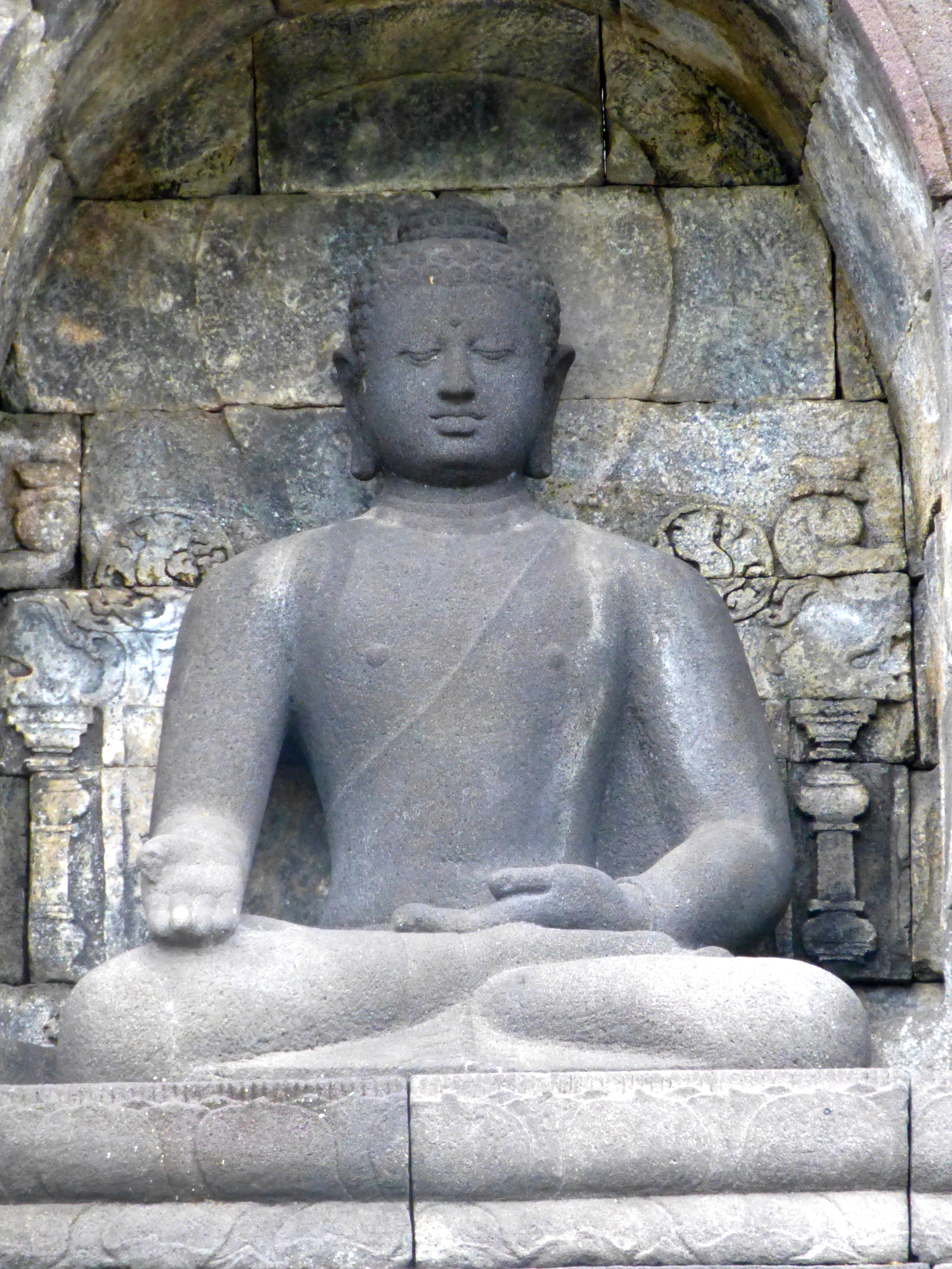
Statua del Buddha presente a Borobudur, isola di Giava (IX secolo).

Il buddismo nel sudest asiatico si riferisce alla presenza e fioritura di tutte le forme di buddismo nel territorio del sudest asiatico fin dai tempi più antichi. Storicamente il buddismo Mahāyāna ha avuto un posto i rilievo in questa regione, ma nei tempi moderni la maggior parte dei paesi seguono la tradizione Theravāda: i paesi del sudest asiatico a maggioranza buddhista Theravāda sono la Thailandia, la Cambogia, la Birmania ed il Laos.
Il Vietnam continua ad avere una maggioranza Mahāyāna a causa dell'influenza cinese. L'intero territorio dell'Indonesia era buddhista Mahāyāna fin dal tempo dell'impero Srivijaya sotto la dinastia Sailendra, mentre a tutt'oggi il Mahāyāna nel paese è largamente praticato dalla diaspora causata dall'emigrazione cinese, così come accade anche a Singapore ed in Malaysia.
Il buddismo Mahāyāna è la forma religiosa predominante della maggior parte delle comunità cinesi presenti a Singapore, mentre rimane una forte minoranza in Indonesia, Malaysia, Brunei e nelle Filippine.

## Storia

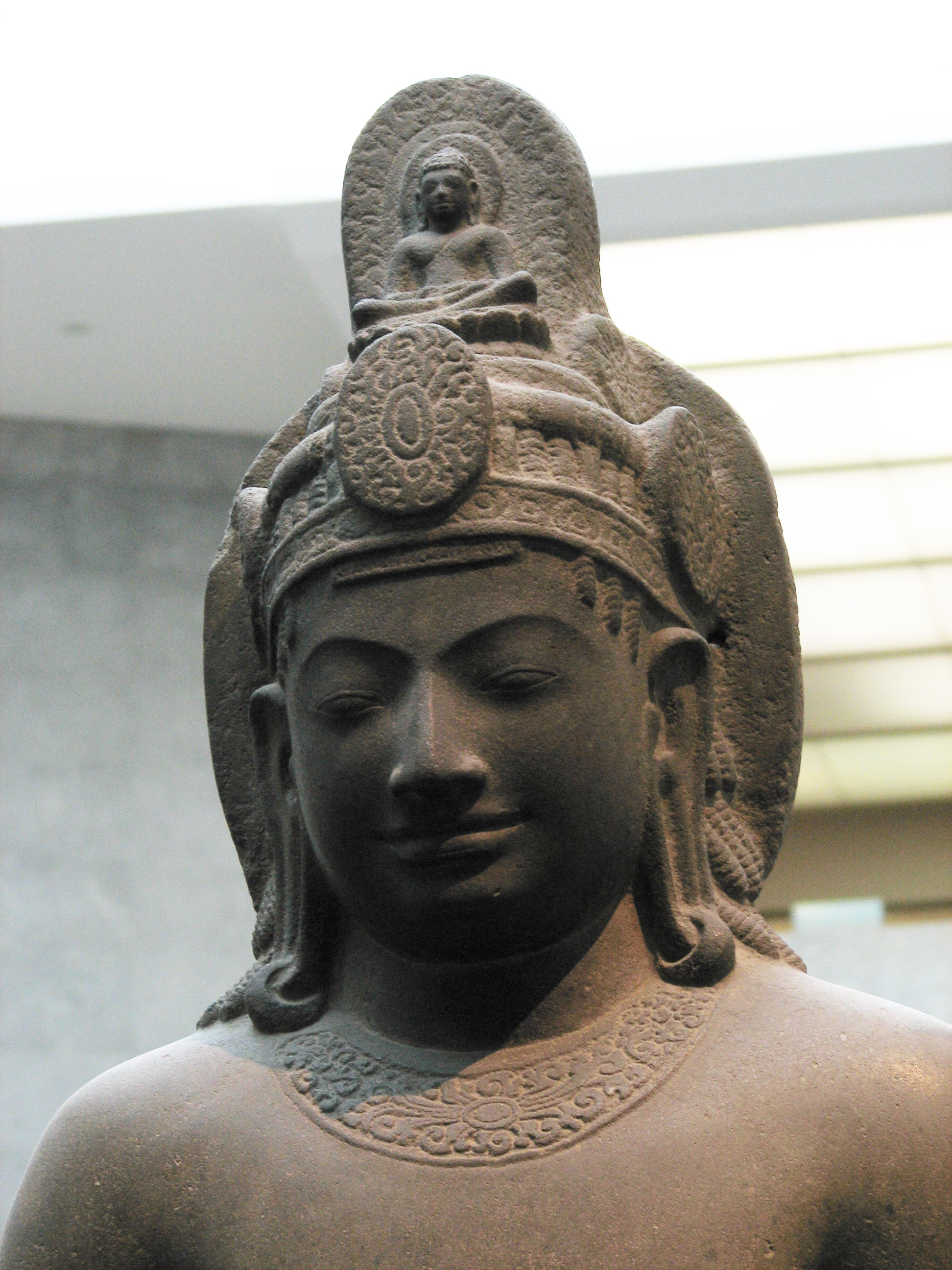
Statua cambogiana costruita in arenaria e raffigurante il bodhisattva conosciuto come Avalokiteśvara (VII secolo)

### Prime tradizioni
Il buddismo raggiunse il sudest asiatico sia direttamente via mare dall'India sia indirettamente a partire dall'Asia centrale e dalla Cina, in un processo che ha attraversato una gran parte del I millennio d.C.
Prima del XII secolo i territori di Thailandia, Birmania, Laos e Cambogia hanno veduto prevalere varie sette buddhiste provenienti direttamente dall'India, e queste includevano anche gli insegnamenti del Mahāyāna. Nel VII secolo il monaco buddhista cinese Yìjìng osservava che, durante i suoi numerosi viaggi attraverso queste aree, tutte le principali tradizioni del buddismo indiano fiorivano e prosperavano.

### Impero Khmer e Srivijaya
Durante il V e fino al XIII secolo i vari imperi formatisi nel sudest asiatico sono stati influenzati direttamente dall'India, di modo che essi hanno seguito essenzialmente la via della tradizione Mahāyāna. L'impero di Srivijaya a sud e l'impero Khmer a nord si trovavano in competizione per l'influenza socio-economica del territorio, mentre la loro espressione artistica si trovò a riprodurre il ricco pantheon Mahāyāna dedicato ai bodhisattva.
Srivijaya, un impero marittimo col suo centro a Palembang, sull'isola di Sumatra in Indonesia, adottò il veicolo Mahāyāna e Vajrayana, sotto una linea di governanti chiamati Sailendra. Il monaco Yijing descrisse la città di Palembang come un grande centro di cultura buddhista e dove il sovrano veniva sostenuto nelle sue decisioni da più di mille monaci presenti all'interno della sua corte; egli ha anche testimoniato l'importanza del buddismo già nell'anno 671 quando si trovò a consigliare ai futuri pellegrini cinesi di andare a trascorrere un anno o due proprio a Palembang.
L'impero Srivijaya cominciò a declinare a causa di sempre più numerosi conflitti con i governanti Chola indiani, prima di essere definitivamente destabilizzato dall'espansione islamica durante il corso del XIII secolo.
Dal IX al XIII secolo il buddismo Mahāyāna e l'induismo, attraverso l'espansione dell'impero Khmer, dominava una gran parte di tutta la penisola del sudest asiatico. Sotto i Khmer più di 900 templi furono fatti costruire in Cambogia e nella vicina Thailandia. La grande capitale di Angkor è stata il centro di questo sviluppo, con un complesso di costruzioni templari ed un'organizzazione urbana in grado di supportare circa un milione di abitanti, se non di più.

### Conversioni al Theravāda
Anche se ci sono alcuni indizi su una presenza buddhista interpretata come tradizione Theravāda in Birmania, i documenti superstiti mostrano che la maggior parte del buddismo birmano era in principio Mahāyāna e che veniva utilizzato il sanscrito piuttosto che la lingua pāli. A seguito del declino del buddismo in India missioni di monaci provenienti dallo Sri Lanka operarono una graduale conversioni dei birmani alla tradizione Theravāda, mentre nei due secoli successivi la portarono anche a vaste aree della Thailandia, del Laos e della Cambogia, ove finirono con il soppiantare tutte le precedenti forme di buddismo.

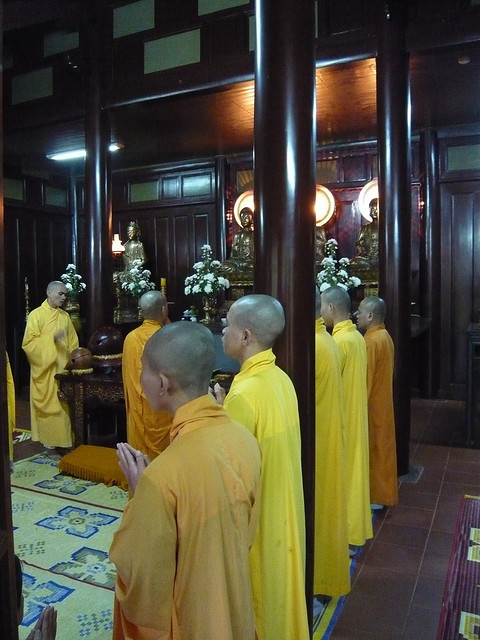
Monaci buddhisti vietnamiti in servizio a Huế.

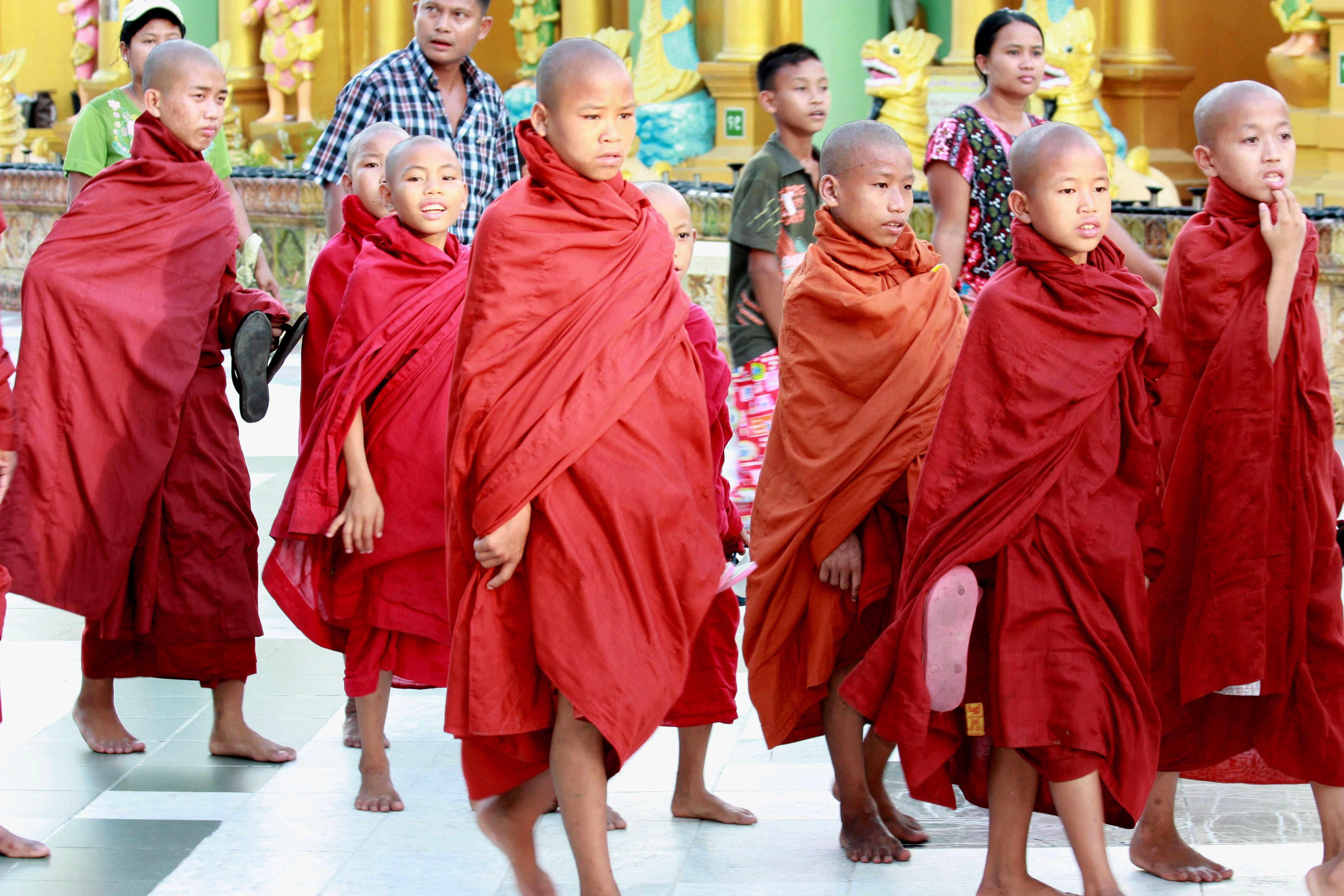
Monaci novizi birmani.

### Tradizioni vietnamite
Il buddismo praticato dai vietnamiti nel loro territorio è principalmente di tradizione Mahāyāna. Il buddismo giunse in Vietnam già a partire dal II secolo attraverso il nord, proveniente dall'Asia centrale. Il buddismo vietnamita è molto simile al buddismo cinese ed in parte riflette la struttura del buddismo presente in Cina dopo la dinastia Song.

## Tradizioni moderne di buddismo
Attualmente vi sono tra i 190 e i 205 milioni di buddhisti nell'intero sudest asiatico, il che la rende la seconda religione presente nella regione dopo l'Islam; circa tra il 35 e il 38% della popolazione mondiale buddhista risiede nel sudest asiatico.
- La Thailandia ha il maggior numero di buddhisti con circa il 95% della sua popolazione di 67 milioni in totale che aderisce al buddismo, collocandolo quindi a circa 63,75 milioni di praticanti[9][10].
- La Birmania/Myanmar ha circa 59 milioni di buddisti, con l'89% dei suoi 66 milioni di cittadini che praticano il Buddismo Theravada[11][12]. Circa l'1% della popolazione, soprattutto costituita da cinesi, praticano invece il buddismo Mahayana accanto al Taoismo, ma rimangono comunque fortemente influenzati dalla tradizione Theravada.
- Il Vietnam ha un gran numero di fedeli buddisti, ma il governo comunista non consente l'aperta adesione religiosa dei suoi cittadini. Ha circa 44 milioni di buddisti, circa la metà della sua popolazione[13][14]. La maggior parte della popolazione vietnamita pratica il Buddismo Mahayana a causa della grande esposizione proveniente dall'influenza cinese[15].
- Il 95% della popolazione cambogiana aderisce al buddismo Theravada, ponendo la sua popolazione buddista a circa 14 milioni[16].
- La Malaysia ha circa il 20% dei suoi cittadini, soprattutto di etnia cinese, ma con un numero significativo di thailandesi, khmer e singalesi lavoratori e migranti, che praticando il Buddismo. I cinesi seguono principalmente il veicolo Mahayana, ma grazie agli sforzi dei monaci cingalesi, il Theravada gode anche di un seguito significativo[17][18].
- Il Laos comunista ha circa 5 milioni di buddisti, che costituiscono circa il 70% della sua popolazione[19][20].
- L'Indonesia ha circa 4.750.000 buddisti (il 2% della popolazione), soprattutto tra la popolazione cinese. La maggior parte dei buddisti indonesiani aderiscono al veicolo theravada, principalmente quello della tradizione thailandese[21].
- Singapore ha circa 2 milioni di buddisti i quali costituiscono all'incirca il 33% della sua popolazione[22]. Singapore ha la scena buddista più vivace, con tutte e tre le principali tradizioni che hanno un loro largo seguito. Il Mahayana ha la più grande presenza tra i cinesi, mentre molti immigrati provenienti da paesi come il Myanmar, Thailandia e Sri Lanka praticano il Theravada[23].
- Le Filippine hanno intorno al 2% della popolazione totale rappresentata da fedeli buddhisti, cioè 2 milioni di persone. Tutte le scuole più importanti del buddismo sono ben rappresentate nelle Filippine, anche se è prevalentemente la scuola Mahayana come quella che viene maggiormente praticata nel paese. Ma anche altre scuole di buddismo stanno facendo sentire la loro presenza a poco a poco tra la gente; primi fra tutti vi sono il buddismo Nichiren, il Theravada e il buddismo Vajrayāna.
- Il Brunei, che ha la popolazione più piccola nel Sudest asiatico, ha circa il 13% dei suoi concittadini ed una significativa popolazione tra i lavoratori immigrati che aderiscono al buddismo, in totale circa 65.000 persone[24].

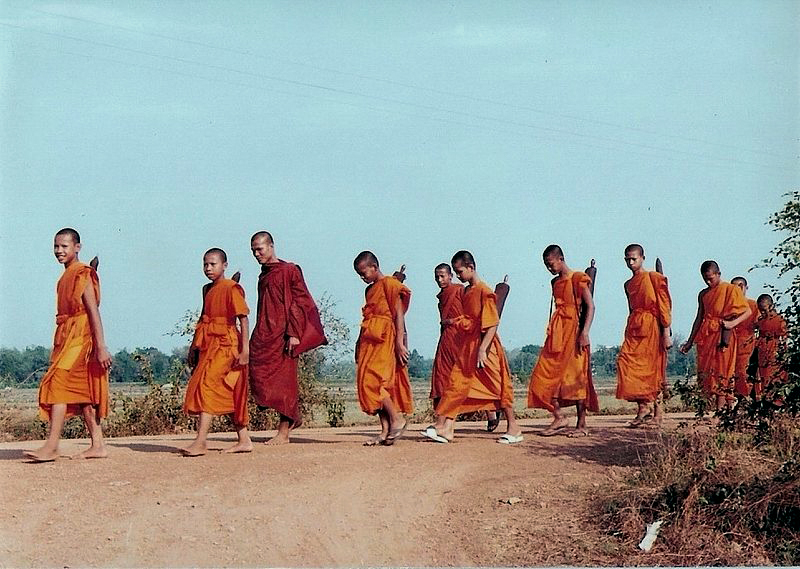
Monaci buddhisti thailandesi in pellegrinaggio.